# Kostimulace

CD28 – kostimulační signál pro T-lymfocyty

Kostimulace je důležitý imunologický koncept, který zajišťuje správnou aktivaci T-lymfocytů a B-lymfocytů a do jisté míry zamezuje vzniku autoimunity.
O T-lymfocytu je dobře známo, že potřebuje ke své aktivaci navázání TCR na MHC-peptidový komplex, ale mimo to je také nutné, aby byl přítomen tzv. kostimulační signál. Tím je obvykle povrchová molekula CD28 T-lymfocytů, která se váže na CD80 či CD86 antigen-prezentujících buněk. Jindy v podobném duchu slouží ICOS, který se váže na ICOS-L antigen-prezentujících buněk. Pokud se na antigen prezentující buňku, která postrádá kostimulační signály, naváže naivní T-lymfocyt, místo, aby se aktivoval, vstoupí do utlumeného stavu (tzv. anergie).
Také B-lymfocytům obvykle nestačí pouze vazba BCR na antigen a následná endocytóza antigenu. Nejčastěji se do věci vloží Th2 buňky (typ pomocných T-lymfocytů), které rozeznávají cizorodé peptidy v MHC komplexech B-lymfocytů. Pokud je najdou, na svůj povrch Th2 umístí kostimulační signál CD40L (=CD154), který se naváže na CD40 B-lymfocytů. Bez toho by B-lymfocyty nemohly proliferovat např. v plazmatickou buňku.